# Fredilocarcinus
Fredilocarcinus is een geslacht van kreeftachtigen uit de klasse van de Malacostraca (hogere kreeftachtigen).

## Soorten
- Fredilocarcinus apyratii Magalhães & Türkay, 1996
- Fredilocarcinus musmuschiae (Pretzmann & Mayta, 1980)
- Fredilocarcinus raddai (Pretzmann, 1978)